# Cicurina tacoma
Espèce
Cicurina tacoma est une espèce d'araignées aranéomorphes de la famille des Cicurinidae.

## Distribution
Cette espèce est endémique de l'État de Washington aux États-Unis, Elle se rencontre vers Tacoma.

## Description
La femelle holotype mesure 4,60 mm.

## Systématique et taxinomie
Cette espèce a été décrite par Chamberlin et Ivie en 1940.

## Étymologie
Son nom d'espèce lui a été donné en référence au lieu de sa découverte, Tacoma.

## Publication originale
- Chamberlin & Ivie, 1940 : « Agelenid spiders of the genus Cicurina. » Bulletin of the University of Utah, Biological Series, vol. 30, no 18, p. 1-108.